# Hire Benakal
Hire Benakal (of Hirebenakal) is een megalithische vindplaats in de staat Karnataka, India. Het is een van de weinige Indiase megalithische vindplaatsen uit 800 tot 200 BCE, en bevindt zich op 10 kilometer ten westen van de stad Gangavati in het district Koppal en op 35 kilometer van de stad Hospet.

## Omschrijving
Hire Benakal bevat ongeveer 400 megalithische grafmonumenten, daterend uit de overgangsperiode tussen het neolithicum en de ijzertijd. In de Kannada-taal staat het bekend als elu guddagalu en is de specifieke naam Moryar Gudda (gudda betekent heuvel). Hire Benakal is naar verluidt de grootste necropolis van de 2000 megalithische vindplaatsen in Zuid-India, die zich voornamelijk in Karnataka bevinden. Sinds 1955 staat het onder het beheer van de Archaeological Survey of India (ASI) in de regio rond de stad Dharwad. Hire Benakal is op 19 mei 2021 opgenomen op de voorlopige lijst van UNESCO--werelderfgoed.

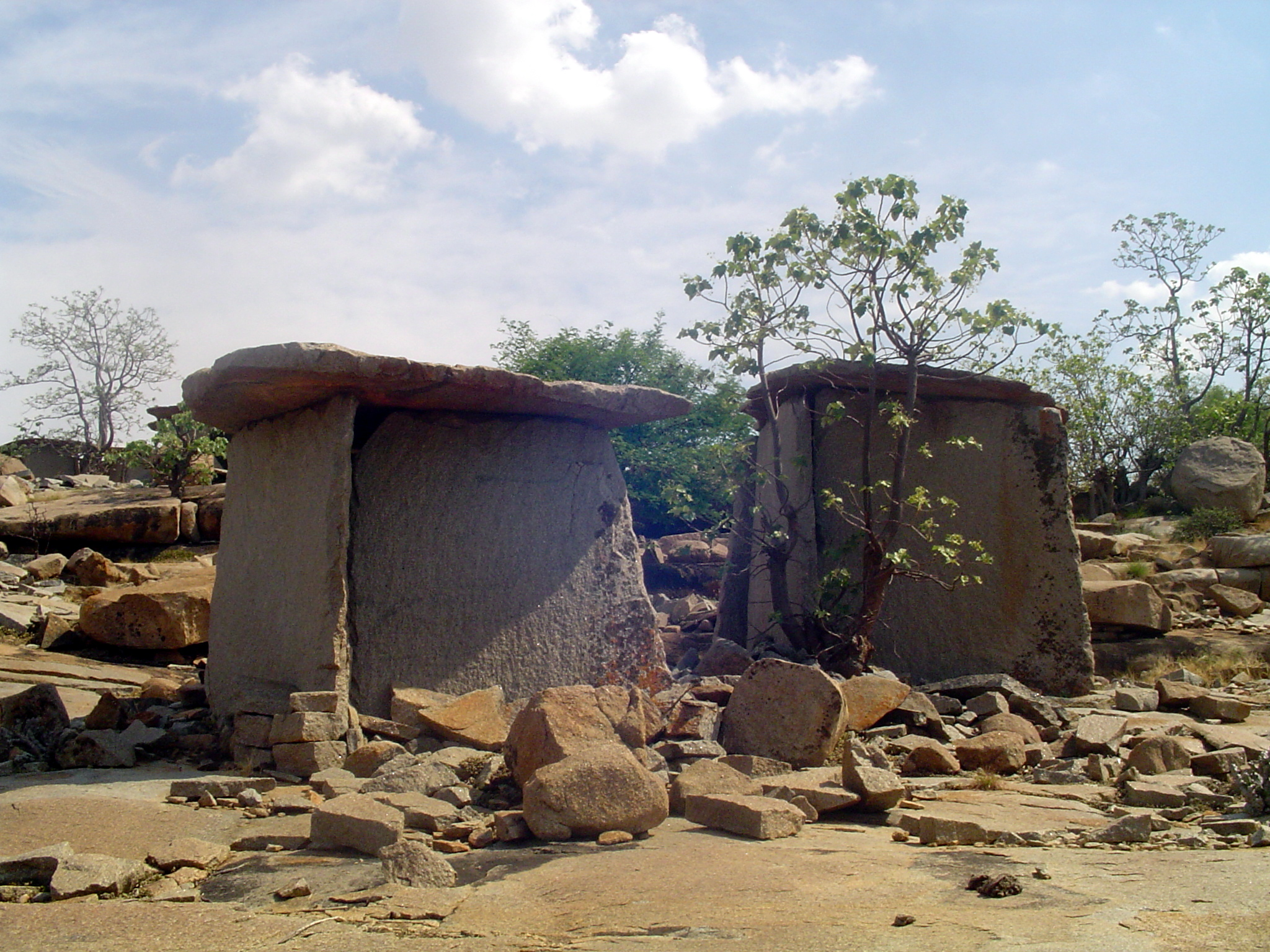
Prehistorische vindplaats

De grafmonumenten bevinden zich op een aaneenschakeling van zeven rotsachtige heuvels op de linkeroever van de rivier Tungabhadra. Het is bedekt met doornstruiken en glibberige verspreide rotsblokken. De site is enkel te bereiken via een geitenpad, en er moet er een riviertje worden overgestoken. In de buurt zijn een meer met een eeuwigdurende waterbron en een oude steengroeve gevonden. In de groeve werden waarschijnlijk de bouwmaterialen verworven die in de Hire Benakal-monumenten werden toegepast. Hire Benakal is bereikbaar vanuit de steden Gangavathi, Hospet en Koppal via de rijksweg. Het dichtstbijzijnde treinstation is Hospet.

## Geschiedenis
De site werd meer dan 2000 jaar geleden bebouwd; veel van de megalithische structuren zijn gedateerd tussen 800 en 200 BCE. In dit deel van India besloeg de ijzertijd meer dan 1000 jaar: van circa 1200 BCE tot 200 CE. De kamer met patrijspoorten in de westelijke groep van het Hire Benakal-gebied toont gelijkenissen met vondsten in Rajankolur.
De eerste gepubliceerde rapporten over Hire Benakal waren die in het Journal of the Royal Asiatic Society in 1835, door Philip Meadows Taylor, die in dienst was van de Nizam van Haiderabad. Gedurende meer dan een eeuw daarna werd er geen verdere systematische studie van de plek uitgevoerd. Tussen 1944-48 deed Sir Mortimer Wheeler archeologische opgravingen; deze werden aangevuld door Adiga Sundara en werden gepubliceerd in 1975. In zijn publicatie, "The Early Chamber Tombs of South India: A Study of the Iron Age Megalithic Monuments of North Karnataka", beschrijft Sundara catalogiseringsdetails van 300 megalithische grafkamers op een plek die werd omringd door dicht bos. Andrew Bauer van de afdeling Antropologie van de Stanford-universiteit heeft de afgelopen jaren onderzoek gedaan en heeft ongeveer 1000 verschillende soorten geïdentificeerd op een oppervlakte van ongeveer 20 hectare. Zijn vondsten beschrijven antropomorfe grafstructuren, menhirs en cirkelvormige stenen omheiningen. Bauer heeft verder verklaard dat de hunebedden ondersteund door stenen platen perfect in balans zijn, waardoor er geen voegmortel nodig is.

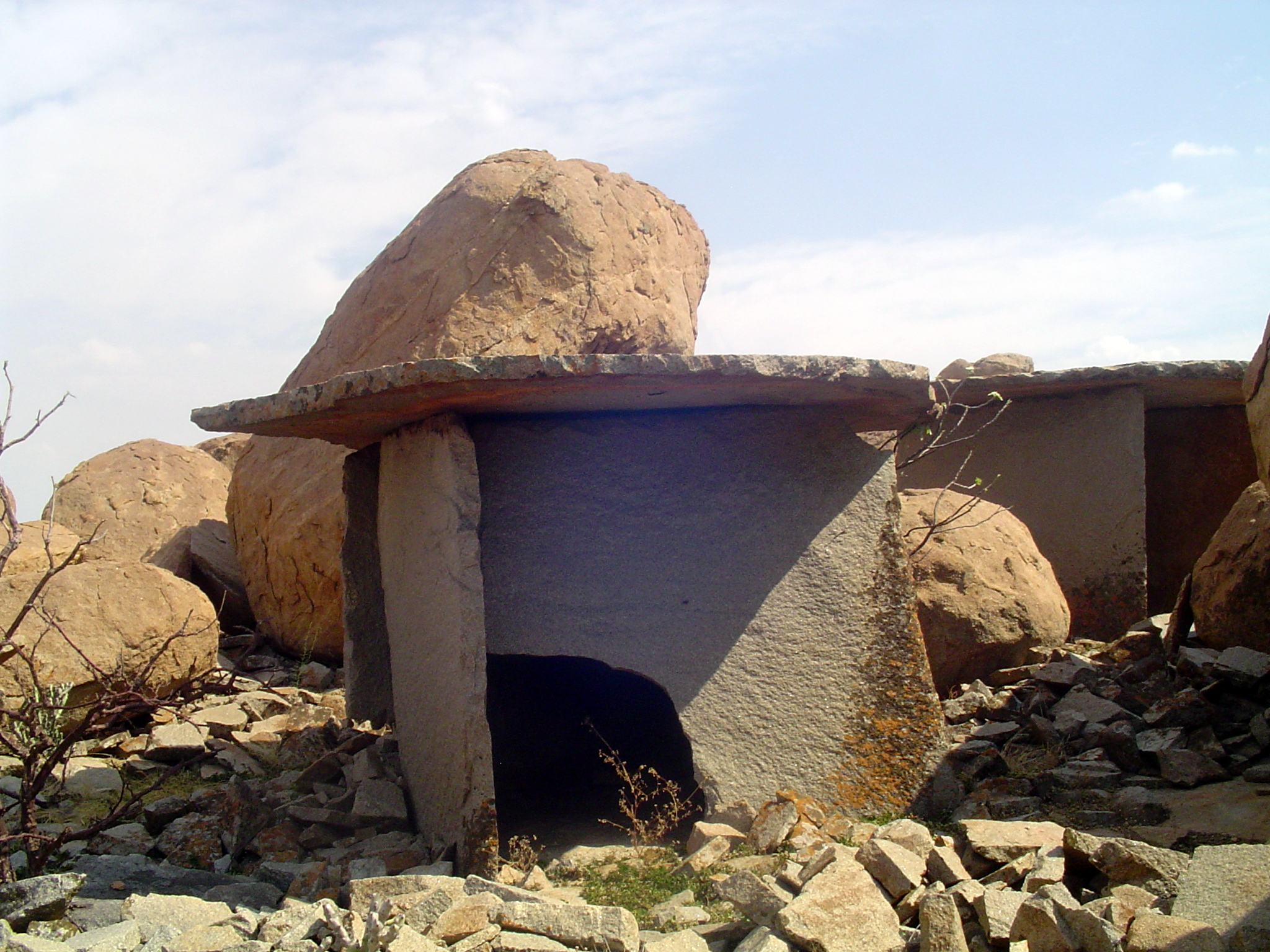
Boulder ondersteunde dolmen kamers

De setting van de ongeveer 400 megalithische monumenten geven het gevoel van een spookstad. De structuren variëren in vorm en grootte. Er zijn clusters van dolmens, driezijdige kamers met dekstenen die het dak vormen. De kleine hunebedden zijn 50–100 centimeter, terwijl de grotere tot 3 meter hoog zijn. De ingebedde deels ingegraven dolmens zijn gecategoriseerd als steenkisten en dolmenachtige steenkisten komen voor in cirkelvormige opstellingen. De meeste ervan zijn ingestort. De grafmonumenten met ronde patrijspoorten lijken op woningen met ramen. Deze hunebedden flankeren beide zijden van de hoofdstraat. Er zijn ook kuilcirkels en langwerpige kamers met puntgevelstenen gevonden. De dolmenachtige steenkisten zijn er in verschillende soorten en maten. De langwerpige kisten blijken te zijn gebouwd met ophoping van puinstenen op de begane grond, met daarop een cirkelvormige behuizing. Rondom deze bouwwerken is de kuil gevuld met lagen aarde. In schuilplaatsen in de rotsen zijn schilderingen van mensen die dansen, jagen en wapens vasthouden. Er zijn ook geometrische en mystieke ontwerpen van herten, pauwen, antilopen, gebochelde stieren, paarden en koeien. Een bijzondere vondst is een stenen pauk op een 10 meter hoge rots. Het anderhalve meter hoge rotsblok is halfrond met een diameter van twee meter. Wanneer er met een houten hamer op de steen wordt geslagen, is het geluid tot op een kilometer ver te horen. In dit gebied werden de grotruimtes gebruikt als ofwel woningen, ofwel gebedshuizen. Grotschilderingen in rode okerkleur refereren aan de nabijgelegen grafstenen.

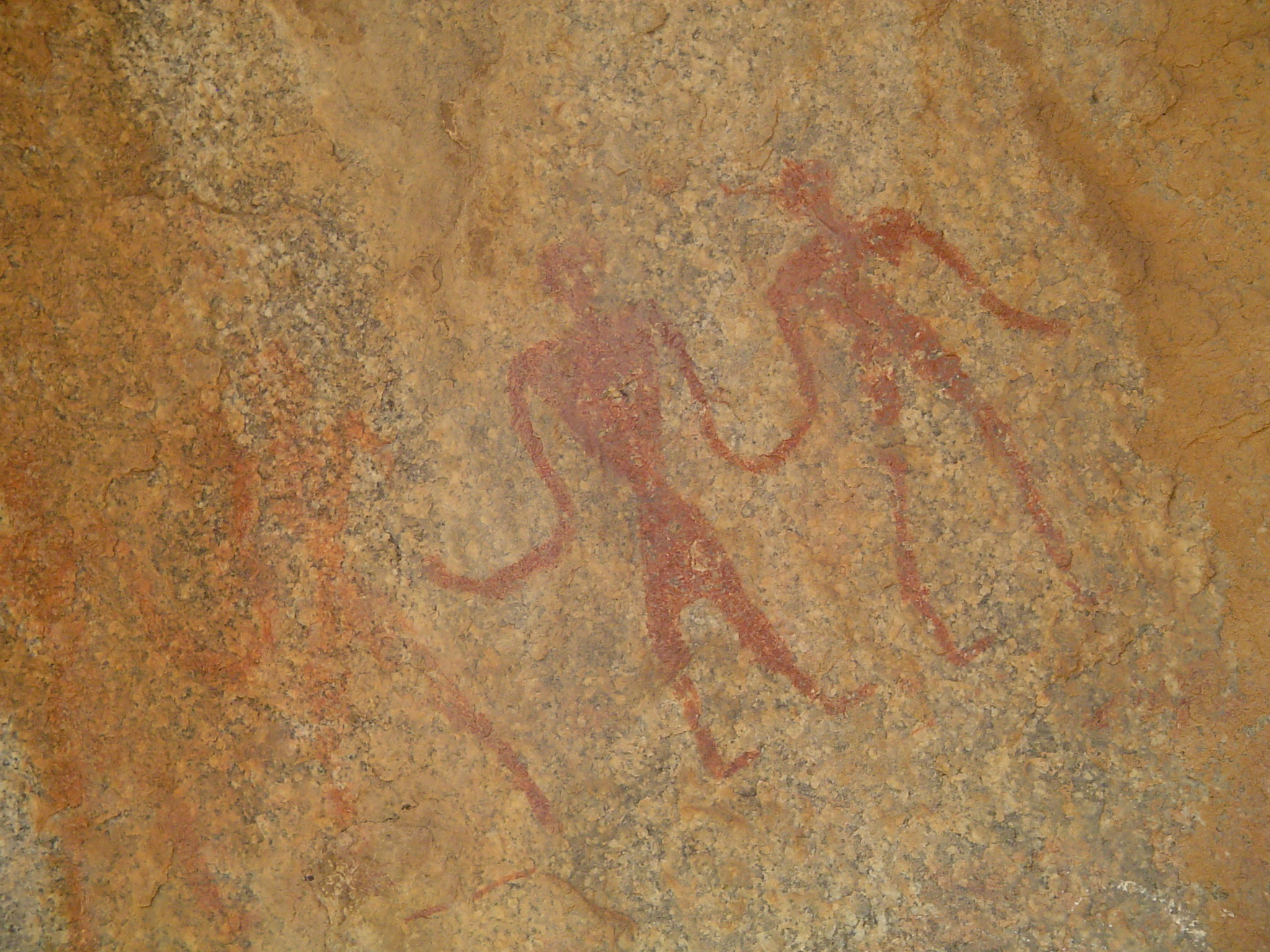
Grottekening

Rond Hire Benakal zijn er pre-megalithische, neolithische en megalithische werktuigen geïdentificeerd, evenals aardewerk uit de neolithische, megalithische en vroege historische periode. Onder de vondsten bevinden zich ook ijzeren werktuigen, een veel voorkomende vondst uit de megalithische periode in Zuid-India.

## Staat en behoud
De hunebedden zijn door de eeuwen heen geplunderd door rovers op zoek naar schatten. Daarnaast ondervindt het terrein schade door de begrazing door vee, zoals ook in recente tijden nog met de instorting van hunebedden. De Archaeological Survey of India (ASI) belast is met de renovatie en het onderhoud van de plek. Er is echter weinig activiteit op toeristisch vlak: de plek wordt slechts door enkele tientallen buitenlanders bezocht, en geniet ook onder de inwoners van India weinig bekendheid. Ook de bewegwijzering is summier.

## Cultuur
Tijdens een jaarlijks festival vermijdt de lokale bevolking het gebied en trekt ze haar grazende vee terug, vanwege het geloof dat Lord Hanoeman op de festivaldag door de zeven heuvels van Hire Benakal loopt.

## Andere megalithische vindplaatsen in Karnataka
- Archeologische vindplaats Brahmagiri
- Kupgal-rotstekeningen
- Sidlaphadi
- Kyadi
- Sonda
- Byse
- Anegundi
- Morera Thatte
- Sanganakallu